# THANX!!!!!!! Neo Best of DA PUMP
『THANX!!!!!!! Neo Best of DA PUMP』（サンクス ネオ ベスト オブ ダパンプ）は、2018年12月12日に発売されたDA PUMPの3枚目のベスト・アルバム。

## 解説
『Da Best of Da Pump 2 plus 4』より12年9ヶ月ぶりにリリースされたアルバムで現メンバーは初となる。
売上枚数10万2000枚。
シングル「New Position」「U.S.A.」に加え、過去の代表曲を再レコーディングした14曲を加えた全16曲収録。

## パッケージ仕様
特典DVD収録映像・ジャケットが異なる初回限定盤A（2CD+DVD）、初回限定盤B（CD+DVD）、通常盤（CD）の3形態で発売。

## ミュージック・ビデオ
「if...」「ごきげんだぜっ! 〜Nothing But Something〜」は過去のMVのオマージュを随所に加えた新たなMVが作られた。

## 収録曲

### CD（全Type共通）
- 『U.S.A.』を除き全作詞：m.c.A・T、作曲・編曲：富樫明生

1. Feelin' Good -It's PARADISE-(4:58)[3]
2. Love Is The Final Liberty(4:51)[3]
表記は無いが1stアルバム『EXPRESSION』収録Full Lengthバージョンでの新録。
3. Stay Together(4:41)[3]
4. ごきげんだぜっ! 〜Nothing But Something〜(4:16)[3]
5. Rhapsody in Blue(4:31)[3]
6. Around The World(4:29)[3]
7. Joyful(4:32)[3]
8. Crazy Beat Goes On!(4:06)[3]
9. We can't stop the music(4:19)[3]
10. I wonder...(4:40)[3]
11. Com'on! Be My Girl!(3:47)[3]
12. if...(3:39)[3]
  - 2010年配信リリースの『if...arekarabokura』ではなく、今回新たに録音したシングルバージョンで収録。
13. Purple The Orion(4:00)[3]
14. Steppin' and Shakin'(4:34)[3]
15. New Position(5:02)[3]
  - 28thシングル。アルバム初収録。
16. U.S.A.(3:59)[3]
  - 作詞：Cirelli Donatella, Lombardoni Severino,日本語詞：shungo.,作曲：Accatino Claudio, Cirelli Donatella, Gioco Anna Maria,編曲：KAZ
  - 29thシングル。アルバム初収録。

### CD（初回盤A・ボーナスCD）
1. DA PUMP Neo Best "DJ FANCY SHOPPER" Non Stop Mix

### DVD（初回盤A・初回盤B共通）
1. New Position Music Video
2. U.S.A. Music Video
3. if... New ver. Music Video
4. if... New ver. Dance Edit Version
5. ごきげんだぜっ!～ Nothing But Something ～ New ver. Music Video
6. ごきげんだぜっ!～ Nothing But Something ～ New ver. Dance Edit Version

### DVD特典映像

#### 【初回盤A】
- 「a-nation 2018 supported by dTV & dTVチャンネル」8/18大阪公演Digest 映像 & Off Shot 映像
- 「U.S.A.」LIVE MOVIE from 「LIVE DA PUMP 2018 THANX!!!!!!!」10/10 東京国際フォーラム
- ジャケット撮影 Off Shot 映像
- メンバーインタビュー映像

#### 【初回盤B】
- 「a-nation 2018 supported by dTV & dTVチャンネル」8/18大阪公演Digest 映像 & Off Shot 映像
- 「U.S.A.」LIVE MOVIE from 「LIVE DA PUMP 2018 THANX!!!!!!!」10/10 東京国際フォーラム
- if... + ごきげんだぜっ！ Music Video 撮影オフショット
- U.S.A.ファニーダンスレクチャー映像［○vex 無茶振り依頼企画：代理監督 YORI］